# Sender Landau an der Isar
Der Sender Landau an der Isar ist eine Sendeanlage im südlichen Stadtgebiet von Landau an der Isar, welcher auf der Frequenz 105,5 MHz mit 320 W das Programm von Radio Trausnitz verbreitet und dessen Sendeantennen auf einem freistehenden Betonturm montiert sind.

## Frequenzen und Programme

### Analoges Radio (UKW)
In UKW werden folgende Programme ausgestrahlt:
| Frequenz (in MHz) | Programm      | RDS PS       | Regionalisierung | ERP (in kW) | Antennendiagramm rund (ND)/gerichtet (D) | Polarisation horizontal (H)/vertikal (V) |
| ----------------- | ------------- | ------------ | ---------------- | ----------- | ---------------------------------------- | ---------------------------------------- |
| 105,50            | Maximal Radio | __MAXIMAL___ | -                | 0,32        |                                          |                                          |

## Ehemaliger Sender in Ganacker
Der Sender von Landau an der Isar war 1950 bis 1969 eine Einrichtung des Bayerischen Rundfunks zur Verbreitung eines Radioprogramms auf der Mittelwellenfrequenz 1602 kHz mit einer Sendeleistung von 20 kW bei Landau an der Isar, die 1950 in Betrieb ging und nur nachts betrieben wurde. Er verwendete als Sendeantenne einen 108 Meter hohen Sendemast und befand sich bei 48° 42′ 34″ N, 12° 42′ 4″ O, wo noch heute ein Gebäudekomplex namens „Sendehaus“ existiert. Der Sender Landau an der Isar wurde 1969 stillgelegt. Er war als „Ganacker-Sender“ bekannt.